# Ruswiler Erklärung

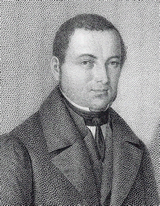
Josef Leu von Ebersol

Die Ruswiler Erklärung vom 5. November 1840 war ein Manifest der katholisch-konservativen Kräfte in der Schweiz unter der Führung von Josef Leu von Ebersol. Mit dieser Erklärung sollte die alte Ordnung vor der zunehmenden Liberalisierung verteidigt werden. Sie gilt als ältestes konservatives Parteiprogramm und als Geburtsstunde der Christlichdemokratischen Volkspartei (CVP) der Schweiz.
Die Versammlung, bei der die Ruswiler Erklärung verfasst wurde, fand im Saal des Gasthauses Rössli in Ruswil statt, wo 315 Vertreter der  konservativen Volksbewegung zusammengekommen waren, um über die Revision der liberalen Kantonsverfassung, die seit 1830 in Kraft war, zu debattieren. Bei der Veranstaltung wurde auch der Grundstein des Ruswiler Vereins gegründet, der später in die Katholisch-Konservative Partei (die heutige Christlichdemokratische Volkspartei) münden sollte.
Das Ziel, die liberale Regierung zu stürzen, wurde mit der Volksabstimmung vom 31. Januar 1841 erreicht. Jedes Jahr, am dritten Mittwoch im April, trafen sich die Mitglieder des Ruswiler Vereins im «Rössli» in Ruswil, bis es den grossen Zulauf nicht mehr fassen konnte; man musste unter freiem Himmel tagen.